# Аурахталь
Аурахталь (нем. Aurachtal) — община в Германии, в земле Бавария.
Подчиняется административному округу Средняя Франкония. Входит в состав района Эрланген-Хёхштадт. Подчиняется управлению Аурахталь.  Население составляет 3074 человека (на 31 декабря 2010 года). Занимает площадь 18,40 км².

## Население
По оценке на 31 декабря 2015 года население общины Аурахталь составляет 3029 чел. 

| Дата      | 1840 | 1871 | 1900 | 1925 | 1939 | 1950 | 1961 | 1970 | 1987 | 2011 |
| --------- | ---- | ---- | ---- | ---- | ---- | ---- | ---- | ---- | ---- | ---- |
| Население | 1212 | 1072 | 937  | 910  | 950  | 1581 | 1316 | 1440 | 2035 | 3011 |

| Год       | 1960 | 1970 | 1980 | 1990 | 2000 | 2009 | 2010 | 2011 | 2012 | 2013 | 2014 | 2015 |
| --------- | ---- | ---- | ---- | ---- | ---- | ---- | ---- | ---- | ---- | ---- | ---- | ---- |
| Население | 1300 | 1446 | 1902 | 2238 | 2817 | 3037 | 3074 | 3003 | 3017 | 2932 | 2960 | 3029 |

## Достопримечательности
- Монастырь Мюнхаурах